# Plena Ilustrita Vortaro de Esperanto
 (janvier 2018).
Si vous disposez d'ouvrages ou d'articles de référence ou si vous connaissez des sites web de qualité traitant du thème abordé ici, merci de compléter l'article en donnant les références utiles à sa vérifiabilité et en les liant à la section « Notes et références ».
Le Plena Ilustrita Vortaro de Esperanto, PIV en abrégé (en français : Dictionnaire illustré complet d'espéranto), est le plus grand dictionnaire unilingue en espéranto et il constitue par là un élément essentiel pour le développement de la langue. Sans dictionnaire de ce type, régulièrement revu et corrigé, on ne pourrait établir l'état de la langue littéraire et courante. C'est un dictionnaire de référence de la communauté espérantophone.
Sans être à proprement parler une œuvre collective, cet ouvrage est le fruit de la collaboration entre espérantophones et linguistes, coordonnés sous la direction de Gaston Waringhien. Cet ouvrage d'importance a été publié par l'Association mondiale anationale (SAT) pour laquelle il constitue à la fois une fierté et une de ses principales sources de revenus.
Le contenu du PIV est désormais disponible intégralement sur Internet.

## Éditions

### Plena Vortaro - 1930
En 1930, SAT publie le Plena Vortaro, élaboré sous la direction de Émile Grosjean-Maupin. Parmi les contributeurs, on compte déjà Waringhien. Le dictionnaire est réédité en 1933, 1947, 1953 (avec un supplément), 1956 et 1960. La publication de 1934 contenait 900 radicaux auxquels s'ajouteront les 966 nouveaux du supplément, soit un total de 1 866.

### Plena Ilustrita Vortaro - 1970

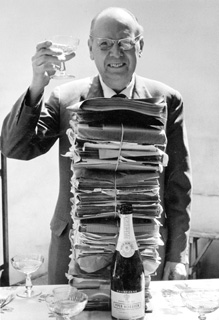
Gaston Waringhien avec le manuscrit du Plena Ilustrita Vortaro de Esperanto de 1970.

Le dictionnaire réapparait en 1970 sous le titre de Plena Ilustrita Vortaro (PIV), réédité deux fois puis accompagné en 1987 d'un supplément élaboré sous la direction de Roland Levreaud. 
Le PIV était considéré par beaucoup d'espérantophones comme faisant autorité, principalement du fait de son ampleur sans équivalent (un index de 15 200 mots, 39 400 éléments lexicaux). Néanmoins des critiques se firent entendre sur, notamment, une trop grand influence du français ou une tendance politique trop marquée. En outre, le terme d'illustré était quelque peu usurpé, vu le peu d'illustrations présentes, qui étaient par ailleurs reléguées dans une annexe.

### La Nova Plena Ilustrita Vortaro de Esperanto - 2002
En 2002, après plusieurs années de travail, apparaît une édition revue en profondeur sous la direction de Michel Duc Goninaz sous le titre La Nova Plena Ilustrita Vortaro de Esperanto. L'édition de 2002 possède un index de 16 780 mots et 46 890 éléments lexicaux. Les illustrations sont désormais directement intégrées dans les définitions.
Le nouveau PIV a été présenté pour la première fois lors du congrès de SAT (1er juillet 2002-7 juillet 2002 à Alicante, Espagne). 
Dès 2004, le premier tirage de 2 000 exemplaires était épuisé.

### Plena Ilustrita Vortaro - 2005
Nouvelle édition corrigée en mars 2005.

### Plena Ilustrita Vortaro - 2020
Nouvelle édition corrigée en juillet 2020.

## Le PIV en ligne
La question d'une édition sous forme de CD ou « en ligne » sur internet a été soulevée dès la préparation du PIV 2002, rencontrant une vive résistance du comité directeur de SAT, craignant que la forme papier ne résiste pas à la concurrence des formes numérisées, créant pour SAT un manque de ressources susceptible de la mettre en danger.
L'horizon financier s'éclaircissant, le projet est redevenu d'actualité. En collaboration avec SAT, E@I (Edukado@Interreto) a lancé fin 2010 une souscription destinée à le financer. Le projet atteint son terme en avril 2012 avec l'ouverture de la version bêta du site Vortaro.net qui permet d'effectuer des recherches dans le PIV depuis un simple navigateur, sous réserve d'une inscription gratuite préalable.
Son principal concurrent est le Reta Vortaro (eo) (dictionnaire électronique), dont le contenu est disponible sous licence libre, et qui dispose de traductions dans de nombreuses langues.